# 単射
数学において、単射（たんしゃ、英: injection, injective mapping）とは、相異なる元の値が相異なる写像のことをいう。一対一写像（いったいいちしゃぞう、英: one-to-one mapping）ということもある（紛らわしいが、これは全単射を意味する一対一対応とは異なる）。

単射であり全射でない写像 f: A → B の例。

全単射 f: A → B の例。

## 定義
集合 A を定義域、集合 B を終域とする写像 f: A → B が条件
{\displaystyle (\forall x,y\in A)\;{\big [}x\neq y\implies f(x)\neq f(y){\big ]}}
を満たすとき、 f を単射 (injection) とよぶ。あるいは f は（写像として）単射である (injective) という。対偶をとれば、f が単射である条件は
{\displaystyle (\forall x,y\in A)\;{\big [}f(x)=f(y)\implies x=y{\big ]}}
とも表せる。与えられた写像が単射であることを示したり、単射かどうかを議論するときは後者の表現の方が使いやすい。
前者の表現は「異なるものは写された後でも異なる」、後者の表現は「等しいものは写される前から等しい」ことを意味しており、古典論理においてはどちらも同じである。

全射であり単射でない写像 f: A → B の例。

## 例
正の実数 x に対して、その自乗 x2 を対応させる写像 f: R+ → R は単射である。ただし、正の実数全体のなす集合を R+ と表した。実際、x, y > 0 で x2 = y2 ならば、x = y となる。

全射でも単射でもない写像 f: A → B の例。

ところがひとたびこれの定義域を実数の全体 R に拡張すると、これは単射でなくなる。実際、x, y ∈ R で x2 = y2 ならば、y = ±x となるから、x2 はちょうど二つの元 ±x の値となっている（ただし 0 は 0 だけの値である）。
幾何学的な例としては、曲線 γ: I → R2 が単射であるとき、これは単純曲線と呼ばれる。一方でデカルトの葉線などのように自己交叉する曲線は単純でない。
集合 A とその部分集合 B が与えられるとき、B の元 b （これはもちろん A の元でもあるので）を A の元としての b 自身に対応させることで、B を A に包含させる写像、包含写像（ほうがんしゃぞう、inclusion）
{\displaystyle B\hookrightarrow A;\ b\mapsto b}
が定まる。これは単射を与え、標準単射あるいは自然な単射 (canonical injection) とも呼ばれる。
集合 X からその冪集合 {\displaystyle {\mathcal {P}}(X)} への写像を {\displaystyle x\mapsto \{x\}} と定義すると，この写像は単射となる。この写像は任意の集合の濃度はその冪集合の濃度を超えないことを証明するときに現れる。

## 埋め込み
代数系つまり代数的構造をもつ二つの集合 A, B の間の準同型 f の像 f(A) は B の部分系となる。もし、f: A → B が単射ならば、終域の制限によって得られる写像 f: A → f(A) は全単射となるから、その逆写像が定まる。これがやはり準同型であるなら、これは A が B の部分系と同型となることを意味する。この同型を同一視することによって A がもともと B の部分系であるかのように扱うとき、埋め込み (embedding) と呼ぶ。群・環などの準同型は全単射ならば同型であるから、単射準同型を与えることと埋め込みを考えることとは等価である。もっと一般の数学的構造とそれらの間の準同型・射を考えるときには逆写像の準同型性を気にする必要がある。例えば位相空間の間の全単射連続写像は同相写像とは限らない（逆写像が連続とは限らない）。
A から B への埋め込みは一般には一つに定まるとは限らない。例えば、A がはじめから B の部分系であるとき、包含写像はひとつの埋め込みを与えるが、それ以外の写像によって A が B に埋め込まれることもある。

## 性質

合成写像が単射ならば、先の写像は単射であるが、後の写像は単射とは限らない。

- 単射の制限は単射である。単射の拡張は単射であるとは限らない。
- 二つの単射の合成は単射である[4]。
- 二つの写像の合成 {\displaystyle f\circ g} が単射であれば、g は単射である（右図参照）[4]。
- 写像 f : A → B に対し {\displaystyle r\circ f=\operatorname {id} _{A}} を満たす写像 r : B → A （引き込み、レトラクション）が存在するならば f は単射である[5]。
- 写像 f が単射であることは次の普遍性

{\displaystyle f\circ g=f\circ h} を満たす任意の射 g, h: Z → X に対し、g = h である
によって特徴付けられる。圏論においてはこの普遍性によって単射 (monomorphism) を定義する。
- 写像 h : A → B が単射である必要十分条件は、任意の集合 Q と写像 f : A → Q に対して

を可換にする写像 g : B → Q が存在することである。もし A ⊆ B で h : A → B が包含写像ならば、これは A 上の写像が常に B 上の写像に拡張できることを意味する。
- X, Y を集合、f: X → Y を写像とするとき、次は同値である：

(1) {\displaystyle f} は単射である。
(2) X の任意の部分集合 A に対し、{\displaystyle f^{-1}[f[A]]=A} が成り立つ。
ここで {\displaystyle f[\bullet ],\ f^{-1}[\bullet ]} はそれぞれ像、逆像である。
- 空でない有限集合 X, Y がそれぞれ n, m 個の元からなるとき、次は同値である：

(1) 不等式 n ≤ m が成り立つ。
(2) 単射 f: X → Y が存在する。
(3) 全射 g: Y → X が存在する。